# Вик-де-Пре
Вик-де-Пре (фр. Vic-des-Prés) — коммуна во Франции, находится в регионе Бургундия. Департамент коммуны — Кот-д’Ор. Входит в состав кантона Блиньи-сюр-Уш. Округ коммуны — Бон.
Код INSEE коммуны — 21677.

## Население
Население коммуны на 2010 год составляло 105 человек.
| 1962 | 1968 | 1975 | 1982 | 1990 | 1999 | 2010 |
| ---- | ---- | ---- | ---- | ---- | ---- | ---- |
| 129  | 104  | 100  | 86   | 86   | 77   | 105  |

## Экономика
В 2010 году среди 52 человек трудоспособного возраста (15—64 лет) 40 были экономически активными, 12 — неактивными (показатель активности — 76,9 %, в 1999 году было 68,1 %). Из 40 активных жителей работали 39 человек (21 мужчина и 18 женщин), безработным был 1 мужчина. Среди 12 неактивных 3 человека были учениками или студентами, 5 — пенсионерами, 4 были неактивными по другим причинам.